# ILS

Радіотехнічна система посадки повітряних суден метрового діапазону хвиль, ILS (англ. instrument landing system) — система, у якій кутові координати визначаються методом порівняння коефіцієнтів амплітудної модуляції сигналу частоти-носія сигналами з частотою 90 Гц і 150 Гц.
Сукупність наземних та бортових радіотехнічних пристроїв, що забезпечують літаки інформацією, необхідною для управління або в процесі заходу на посадку та під час посадки (ГОСТ 26121).
Система складається з двох радіомаяків, курсового (КРМ) і глісадного (ГРМ). Курсовий маяк забезпечує точність наведення в горизонтальній площині (за курсом), а глісадний — у вертикальній (по глісаді). Маяки встановлюють біля злітно-посадкової смуги. Вони формують радіосигнали, які приймаються і обробляються технічними пристроями, встановленими на борту літака.

## Категорії ILS
Існують три категорії обладнання ILS, що підтримують схожі за назвами типи заходів та/або посадок. Дані, подані у таблиці, базуються на положеннях ICAO, FAA, and EASA.
| Категорія заходу | Висота прийняття рішення           | Видимість по ЗПС (RVR) | Мін. видимість     | Примітки |
| ---------------- | ---------------------------------- | --- | ------------------ | --- |
| I                | < 200 фут (61 м) чи більше         | 1,800 фут (0,549 м); в деяких портах дозволено 1 210 фут (370 м). Для екіпажу з одного пілота зростає до 2 600 фут (790 м). | 800 м (2 600 фут). | Як загальна видимість не менше 800 м (2 600 фут), так і видимість по ЗПС (RVR) ― не повинна становити менше 550 метрів (1 800 фут) на ЗПС з освітленими зонами посадки та центролінією. |
| II               | < 200 футів та > 100 фут (30 м)    | 1 000 футів (300 м) | Н/Д                | ICAO та FAA: 350 метрів (1 150 фут) або EASA: 300 метрів (980 фут). |
| IIIa             | < 100 фт (30 м) та > 50 фут (15 м) | 600 футів (180 м) | Н/Д                | В міжнародному аеропорту «Бориспіль» на ЗПС 36R встановлена для роботи з мінімумами 200 м горизонтальної та 30 м вертикальної видимості                                                 |
| IIIb             | < 50 фут (15 м) або без обмежень   | 150 футів (46 м) | Н/Д                | |
| IIIc             | Без обмежень                       | Жодних обмежень | Н/Д                | Станом на 2012 р. категорія не задіяна в портах світу, так як вимагає супроводу і під час рулювання. Категорія IIIc не згадана в операційних документах ЄС.                             |

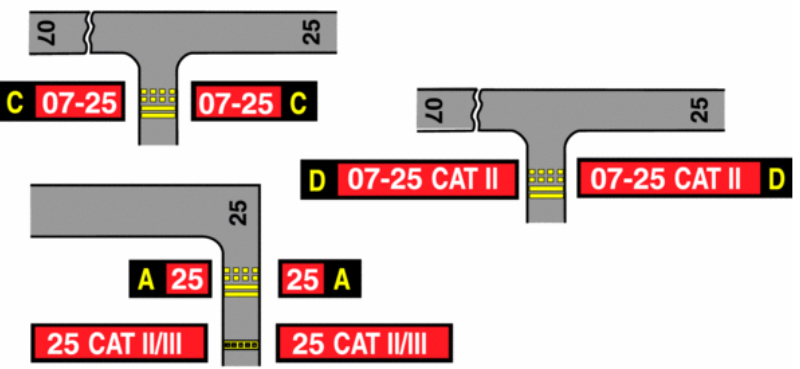
Holding points

Система ILS схильна до перешкод з боку транспортних засобів (літаки, автомашини), якщо вони перетинають зону поширення сигналів передавачів. Якщо в цей час виконуватиме захід на посадку літак, то пілоти побачать відхилення глісадних і курсових планок. Якщо ж при цьому на літаку буде під'єднано автопілот, то літак почне маневрувати за креном і тангажем, що небезпечно.
Щоб цього не допустити, на аеродромі позначено межі (holding point), які не можна перетинати під час руління без дозволу диспетчера.
Ці межі можуть бути різними залежно від категорії ILS, яка використовується в цей час. Так межі для CAT III знаходяться далі від ЗПС, ніж межі для CAT I.